# Glipostenoda freyi
Glipostenoda freyi es una especie de coleóptero de la familia Mordellidae.

## Distribución geográfica
Habita en Queensland (Australia).